# 羅卡峰
45°52′20″N 10°49′19″E / 45.8722955°N 10.8219577°E

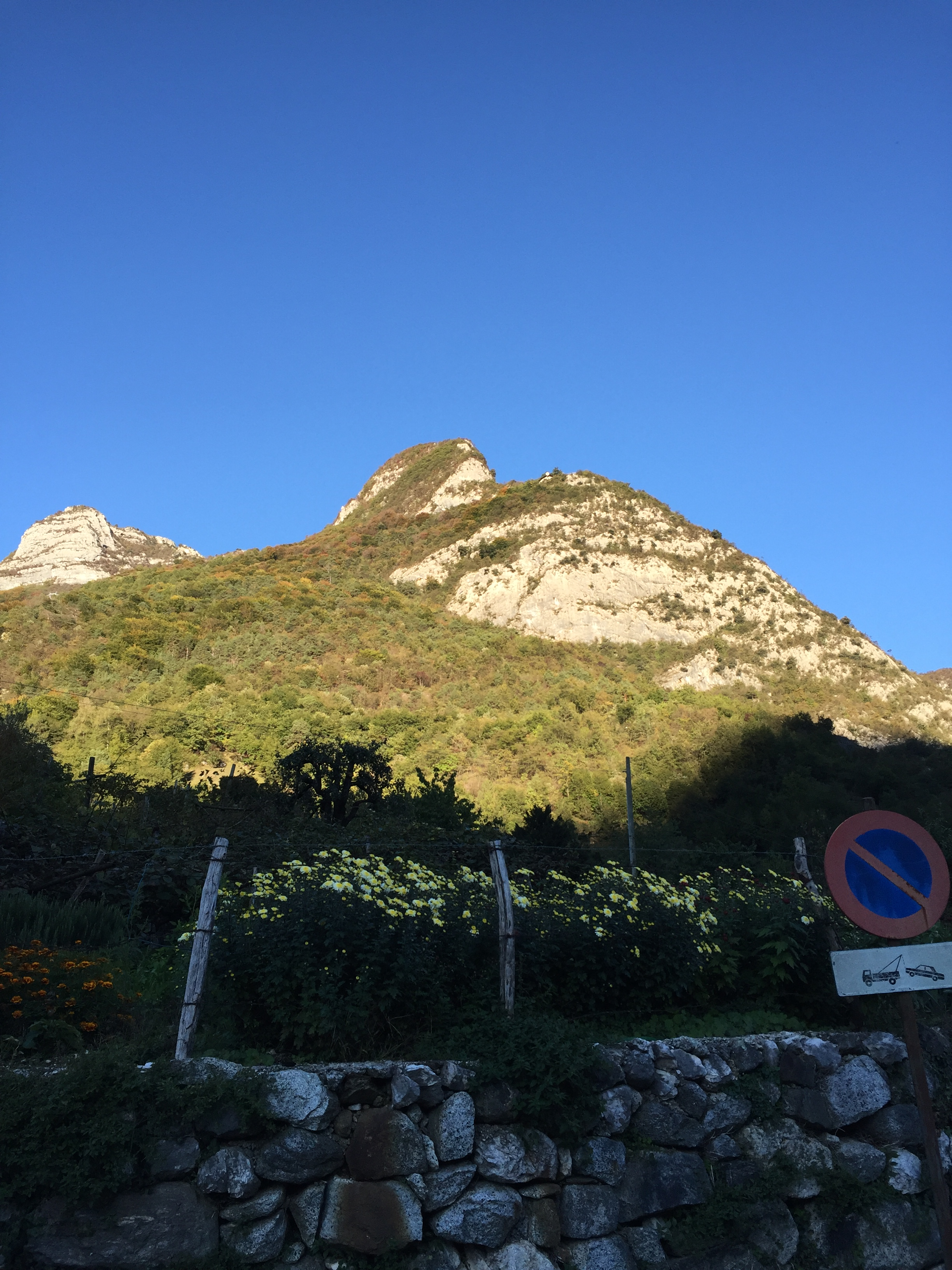

羅卡峰（義大利語：Cima Rocca），是意大利的山峰，位於該國東北部，由特倫托自治省負責管轄，屬於加達山脈的一部分，處於卡皮峰西北面，海拔高度1,089米。